# Volo EgyptAir 843
Il volo EgyptAir 843 era un volo partito dall'Aeroporto Internazionale del Cairo e diretto all'aeroporto internazionale di Tunisi-Cartagine. Il 7 maggio 2002, il Boeing 737-566 operante il volo si schianta contro una collina vicino all'aeroporto di Tunisi. Dei 6 membri dell'equipaggio e dei 56 passeggeri, 3 membri dell'equipaggio e 11 passeggeri perdono la vita, per un totale di 14 vittime.

## L'incidente
Il volo 843 decolla dall'aeroporto internazionale del Cairo nel pomeriggio del 7 maggio 2002 per l'aeroporto di Tunisi-Cartagine di Tunisi, Tunisia. I passeggeri erano suddivisi in 27 egiziani, 16 tunisini, 3 algerini, 3 giordani e 2 britannici. I piloti erano il comandante Ashraf Abdel-Aal (in arabo: أشرف عبدالعال), 34 anni, e il primo ufficiale Khaled Odeh (in arabo: خالد عودة), 28 anni.
L'aereo stava volando in condizioni meteorologiche strumentali (IMC) a causa di nebbia, pioggia e sabbia presenti durante l'avvicinamento alla pista 11 dell'aeroporto di Tunisi-Cartagine. L'aereo si è schiantato in cima a una collina nella zona di Nahli nel nord di Tunisi, fermandosi a un'altitudine di 750 piedi (230 m) sul livello del mare e 4 miglia (3,5 nmi; 6,4 km) dall'aeroporto. Dei 6 membri dell'equipaggio e 56 passeggeri a bordo, 3 membri dell'equipaggio (entrambi membri dell'equipaggio di volo e un assistente di volo) e 11 passeggeri muoiono nell'incidente. Nel rapporto dell'indagine è stato rilevato che il dispositivo di avviso di altitudine minima di sicurezza a Tunisi-Cartagine non copriva l'avvicinamento alla pista 11, e si raccomanda di studiare modi per migliorare il volume di cielo coperto dal dispositivo al fine di comprendere gli avvicinamenti a tutte le piste. La causa dell'incidente è stata rilevata in un volo controllato contro il terreno.
Secondo la direzione dell'aeroporto di Cartagine, i piloti hanno deciso di effettuare l'atterraggio all'aeroporto normalmente. L'incidente è avvenuto esattamente durante la procedura di atterraggio. Ci sono due teorie riguardo al disastro:
- La prima teoria è che il carrello d'atterraggio non si era esteso durante l'avvicinamento. Il pilota chiede all'ATC di girare intorno all'aeroporto mentre tenta di abbassare il carrello e contemporaneamente scaricare carburante, una precauzione standard quando si prevede un atterraggio di fortuna. Il ministro dei trasporti tunisino ha ritenuto che, poiché questo tipo di aereo non può scaricare il carburante in fretta, il pilota ha dovuto trascorrere più tempo a girare intorno all'aeroporto nel terreno montuoso attorno a Cartagine. Con il maltempo e la scarsa visibilità, l'equipaggio di volo probabilmente non ha visto la montagna finché non è stato troppo tardi. Questa versione è supportata dalla mancanza di fuoco sul luogo dell'incidente.
- In base alla seconda teoria l'aereo non ha subito alcun guasto tecnico e che il maltempo e la mancanza di visibilità hanno causato la discesa del pilota al di sotto della quota minima di sicurezza per l'aeroporto di Cartagine. Un'analisi del registratore dei dati di volo e del registratore vocale della cabina di pilotaggio non ha rivelato alcuna indicazione che il carrello di atterraggio non si fosse dispiegato o che ci fossero state azioni insolite da parte dei piloti o altre circostanze oltre al maltempo. Il vicepresidente della sicurezza di EgyptAir, Shaker Kelada, ha dichiarato che non c'erano guasti tecnici con l'aereo e che si trattava di una normale procedura di atterraggio.[4]

L'aereo si ruppe in due metà e la parte posteriore prese fuoco. Di conseguenza, la maggior parte delle vittime era seduta nella parte posteriore dell'aereo. Le squadre di soccorso si sono dirette verso la zona dell'incidente per salvare i passeggeri feriti e recuperare i corpi di quelli uccisi. I soccorritori hanno riferito di aver avuto difficoltà a raggiungere il luogo dell'incidente per via del terreno accidentato.

## Racconti dei superstiti
Uno dei sopravvissuti ha detto che "l'aereo aveva lasciato l'Egitto normalmente, ma quando siamo entrati nello spazio aereo tunisino abbiamo trovato una situazione climatica insolita che non vedevo da un anno. E siamo rimasti per circa mezz'ora tra la nebbia e non riuscivamo a vedere la superficie del suolo", aggiungendo che "mentre il pilota si stava preparando per l'atterraggio all'aeroporto in Tunisia, l'aereo si è schiantato improvvisamente contro la montagna, e che forse qualcosa non andava nel pilota e nell'aereo".

## Conseguenze
Dopo l'incidente, il National Transportation Safety Board ha inviato una squadra di investigatori per assistere le autorità in Tunisia nelle loro indagini. La squadra includeva rappresentanti della Boeing e della General Electric Engines.
La Misr Insurance Company ha poi pagato un risarcimento a EgyptAir per l'aereo coinvolto nel disastro in Tunisia, nonché un risarcimento per le vittime e i feriti in conformità con l'accordo internazionale. Il valore del risarcimento per l'aereo ammontava a 22 milioni di dollari, equivalenti a 110 milioni di sterline.